# IC 789
IC 789 ist eine linsenförmige Galaxie vom Hubble-Typ SB0 im Sternbild Jungfrau an der Ekliptik. Sie ist schätzungsweise 327 Mio. Lichtjahre von der Milchstraße entfernt und hat einen Durchmesser von etwa 100.000 Lichtjahren. Die Galaxie ist unter der Katalognummer VCC 889 als Mitglied des Virgo-Galaxienhaufens gelistet.
Im selben Himmelsareal befinden sich u. a. die Galaxien NGC 4366, NGC 4370, NGC 4416, IC 3322.
Das Objekt wurde am 4. Mai 1893 vom französischen Astronomen Stéphane Javelle entdeckt.